# Anegada
Anegada é a mais setentrional das Virgens Britânicas, um grupo de ilhas que forma parte do arquipélago das Ilhas Virgens. Localizada aproximadamente a 25 quilómetros a norte de ilha Virgem Gorda e 130 km de Porto Rico, Anegada é entre as ilhas desse arquipélago o único atol habitado. O arquipélago conta com outras ilhas habitadas, mas de origem vulcânica, como boa parte das ilhas caribenhas.
Enquanto as outras ilhas são montanhosas, Anegada é plana e baixa, e seu ponto mais alto fica a apenas 28 metros acima do nível do mar, dando-lhe o nome que traduzido do espanhol significa alagada'.

## Galeria

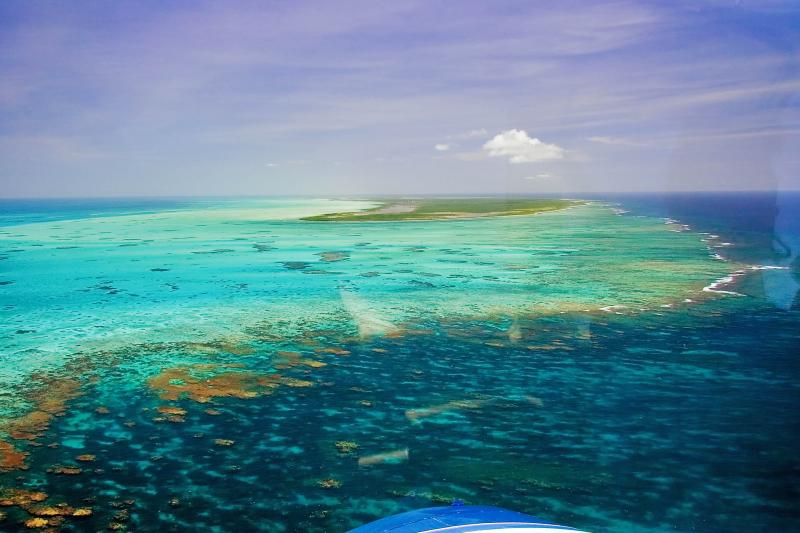
o recife Horseshoe se estende a sudeste de Anegada